# 1515 en musique classique
| \| • Retour à la chronologie générale de la musique classique • \| |
| Grèce • Rome • Haut Moyen Âge • VIIIe siècle • IXe siècle • Xe siècle • XIe siècle XIIe siècle • XIIIe siècle • XIVe siècle • XVe siècle • XVIe siècle • XVIIe siècle XVIIIe siècle • XIXe siècle • XXe siècle • XXIe siècle |
| • Retour à la chronologie générale de la musique classique • |

| Années en musique classique : 1512 - 1513 - 1514 - 1515 - 1516 - 1517 - 1518    |
| Décennies en musique classique : 1480 - 1490 - 1500 - 1510 - 1520 - 1530 - 1540 |

## Œuvres
- Le premier ouvrage (connu) de musique polyphonique publié aux anciens Pays-Bas comprend des « motets d'État » de Benedictus de Opitiis et sort des presses de Jan de Gheet à Anvers.

## Naissances

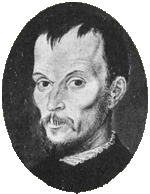
Cyprien de Rore

- 12 mars : Caspar Othmayr, théologien et compositeur allemand († 4 février 1553).

Date indéterminée :
- John Sheppard, organiste et compositeur anglais († décembre 1558).

Vers 1515 :
- Gaspard Payen, violiste et compositeur franco-flamand († après 1559).
- Cyprien de Rore, compositeur franco-flamand († entre le 11 et le 20 septembre 1565).